# Chiến tranh tiền tệ
Chiến tranh tiền tệ (tiếng Anh: currency war), là một cuộc xung đột kinh tế, trong đó các nền kinh tế tìm cách giảm giá tiền tệ của mình và như vậy làm tăng khả năng cạnh tranh quốc tế, làm thiệt thòi các nền kinh tế khác. Khi đồng tiền của một nước mất giá thì hàng hóa sản xuất trong nước khi bán ra ngoài sẽ rẻ hơn. Nhờ vậy sự xuất cảng hàng hóa nước đó sẽ gia tăng, họ có thể sản xuất nhiều hơn, do đó sẽ giảm số người thất nghiệp. Đặc điểm của một cuộc chiến tranh tiền tệ là những biện pháp trả đũa của các nền kinh tế liên hệ, nói chung là sẽ dẫn tới sự bất ổn của nền kinh tế toàn cầu. Theo nhà kinh tế người Hoa Kỳ, Joseph Stiglitz, nó dẫn tới nguy cơ, là cuối cùng các nền kinh tế liên hệ sẽ hoạt động kém hơn trước.

## Bối cảnh

### Lý do để giảm giá tiền tệ
Giảm giá tiền tệ, từ trước tới giờ, không bao giờ là một chiến thuật của chính phủ được dân chúng ưa chuộng. Vì nó làm giảm đi mức sống của người dân cũng như khả năng mua sắm khi họ mua hàng hóa nhập cảng hay khi đi ra nước ngoài. Nó cũng có thể đưa tới lạm phát. Giảm giá tiền tệ có thể làm cho việc trả lãi những món nợ quốc tế trở nên đắt hơn, nếu phải trả bằng tiền ngoại tệ. Cho tới bây giờ, một tiền tệ mạnh được xem là một dấu hiệu uy tín, trong khi giảm giá tiền tệ được liên hệ tới một chính phủ yếu kém.
Tuy nhiên, khi một nước có nạn thất nghiệp cao hay muốn theo đuổi chính sách tăng trưởng xuất khẩu, tỷ giá hối đoái thấp hơn là một lợi điểm. Từ đầu thập niên 1980 Quỹ Tiền tệ Quốc tế (IMF) đã đề xuất giảm giá tiền tệ như là một trong những giải đáp cho các quốc gia đang phát triển mà tiếp tục nhập cảng nhiều hơn là họ có thể xuất cảng. Khi đồng tiền nội địa giảm giá, giá cả hàng nhập khẩu sẽ đắt hơn và làm cho hàng xuất khẩu sẽ rẻ hơn. Giảm giá tiền cũng là một giải pháp thích hợp cho nạn thất nghiệp khi những biện pháp khác như gia tăng việc tiêu sài công cộng không thể thực hiện được vì nợ công đã cao, hay khi một nước có cán cân thanh toán thâm hụt. Một lý do mà các nước đang phát triển hay giảm giá tiền tệ vì duy trì một tỷ giá hối đoái thấp giúp đỡ tích trữ tiền ngoại tệ, mà có thể bảo vệ trước những cuộc khủng hoảng tài chính trong tương lai.
Tuy nhiên khi các nước ban giao thương mại phản ứng bằng cách cũng giảm giá trị đồng tiền của mình, thì việc giảm giá sẽ không còn có hiệu quả nữa. Trên nguyên tắc khi đó không nước nào có hậu quả tốt hay xấu đi. Tuy nhiên một chiến tranh tiền tệ như vậy sẽ làm các doanh nghiệp, và các nhà đầu tư hoang mang, mất niềm tin, làm hại cho việc thương mại quốc tế, làm nản chí các nhà đầu tư. Hậu quả gián tiếp của cuộc chiến tranh tiền tệ này gây ảnh hưởng không tốt cho tất cả các nước liên hệ.

## Lịch sử

### Chiến tranh tiền tệ thập niên 1930
Chiến tranh tiền tệ đầu tiên xảy ra khi người ta không còn áp dụng Bản vị vàng trong thập niên 1930. Vương quốc Anh đã giảm giá đồng Pound 1931 25%, nhiều nước khác sau đó nối tiếp theo. Đế quốc Đức không theo khuôn mẫu này, nhưng chẳng bao lâu đã phải giới hạn việc chuyển khoản ra ngoại quốc và hầu như không còn tham dự vào thương mại thế giới. Hoa Kỳ 1933 cũng đã phải giảm giá tiền tệ, sau đó đến phiên các nước như Bỉ và Pháp.
Sau thế chiến thứ Hai người ta đã thành lập Hệ thống Bretton Woods, để ngăn ngừa một Chiến tranh tiền tệ như trong thập niên 1930. Hệ thống này đã bị huỷ bỏ năm 1973.

### Những mánh khóe tiền tệ Á Châu
Cả Trung Quốc lẫn Nhật Bản giữ tỷ giá hối đoái của tiền tệ quốc gia Nhân dân tệ hay Yen thấp, để hàng hóa của mình có thể cạnh tranh trên thị trường quốc tế. Kết quả là họ luôn xuất khẩu thặng dư và Dự trữ ngoại hối nhà nước bằng đồng US-Dollar của họ rất cao.